# Старые Дубровки
Старые Дубровки — деревня Ковылкинского района Республики Мордовия в составе Мордовско-Вечкенинского сельского поселения. 

## География
Находится у речки Паньжа на расстоянии примерно 10 километров по прямой на юго-запад от районного центра города Ковылкино.

## Истории
Известна с 1869 года, когда она была учтена как казенная деревня Наровчатского уезда Пензенской губернии из 28 дворов.

## Население
Постоянное население составляло 81 человек (русские 96%) в 2002 году, 68 в 2010 году .